# Cloudy with a Chance of Meatballs (film)
Cloudy with a Chance of Meatballs (Nederlandse titel: Het regent gehaktballen) is een Amerikaanse animatiefilm uit 2009, geregisseerd door Phil Lord en Christopher Miller.  De film is losjes gebaseerd op het gelijknamige boek van Judi Barrett. De film bracht wereldwijd 243.006.126 Amerikaanse dollar op.

## Rolverdeling

### Engelse stemmen
| Acteur              | Personage                      |
| ------------------- | ------------------------------ |
| Bill Hader          | Flint Lockwood                 |
| Anna Faris          | Samantha "Sam" Sparks          |
| James Caan          | Tim Lockwood                   |
| Andy Samberg        | 'Baby' Brent / 'Chicken' Brent |
| Bruce Campbell      | Mayor Shelbourne               |
| Mr. T               | Earl Devereaux                 |
| Bobb'e J. Thompson  | Cal Devereaux                  |
| Benjamin Bratt      | Manny                          |
| Neil Patrick Harris | Steve                          |
| Al Roker            | Patrick Patrickson             |
| Lauren Graham       | Fran Lockwood                  |
| Will Forte          | Joe Towne                      |

### Nederlandse / Vlaamse stemmen[1]
| Acteur             | Personage      |
| ------------------ | -------------- |
| Peter Van de Veire | Flint Lockwood |
| Do                 | Sam Sparks     |
| Carry Goossens     | Tim Lockwood   |
| Koen De Graeve     | Baby Brent     |
| Alex Agnew         | Earl Devereaux |